# František Adam Petřina
František Adam Petřina (24. prosince 1799 Semily – 27. června 1855 Praha) byl český fyzik a matematik.

## Život
Narodil se v Podkrkonoší v rodině krejčího. V 17 letech byl tkalcovským tovaryšem, poté vystudoval gymnázium v Jičíně a roku 1823 začal v Praze studovat filosofii, matematiku a astronomii. Působil jako vychovatel, roku 1832 se stal adjunktem matematiky a fyziky a suplujícím profesorem experimentální fyziky.
Roku 1836 byl promován doktorem filozofie. Od následujícího roku 1837, ihned po svatbě v Praze, působil 7 roků v Linci jako profesor fyziky a užité matematiky na tamějším lyceu. V Linci se mu také narodil syn Theodor (1842–1928, lékař-internista a profesor).
Poté, co odmítl nabídku arcivévody Jana jít učit do Štýrského Hradce, se na svoji žádost dostal roku 1844 zpět do vlasti – jako řádný profesor fyziky na pražské univerzitě, kde se stal později děkanem (FF UK).
Byl činný v Muzeu Království českého a jako mimořádný a později řádný člen v Královské české společnosti nauk. Také byl členem vídeňské Císařské akademie věd (jako dopisující člen, a to již rok po jejím založení).
Publikoval německy i česky v oborech elektřiny, magnetismu a telegrafie. Vynalezl nebo zlepšil několik přístrojů, např. lékařský magnetoelektrický strojek, jednoduchý přerušovač proudu (tzv. Petřinovu spirálu) a Petřinovu elektrickou harmoniku. Zkonstruoval i vzdáleného předchůdce elektromotoru. Spolupracoval na konstrukci duplexního telegrafu.
Zemřel 5 dní poté, co byl zvolen rektorem.

## Ocenění
- Jméno Františka Petřiny bylo umístěno pod okny Národního muzea v Praze spolu s mnoha dalšími, viz Dvaasedmdesát jmen české historie.
- V rodných Semilech je nyní ulice, kde stával jeho rodný dům, po něm pojmenována (Petřinova 50°36′12″ s. š., 15°20′9″ v. d., původně Na drážkách).

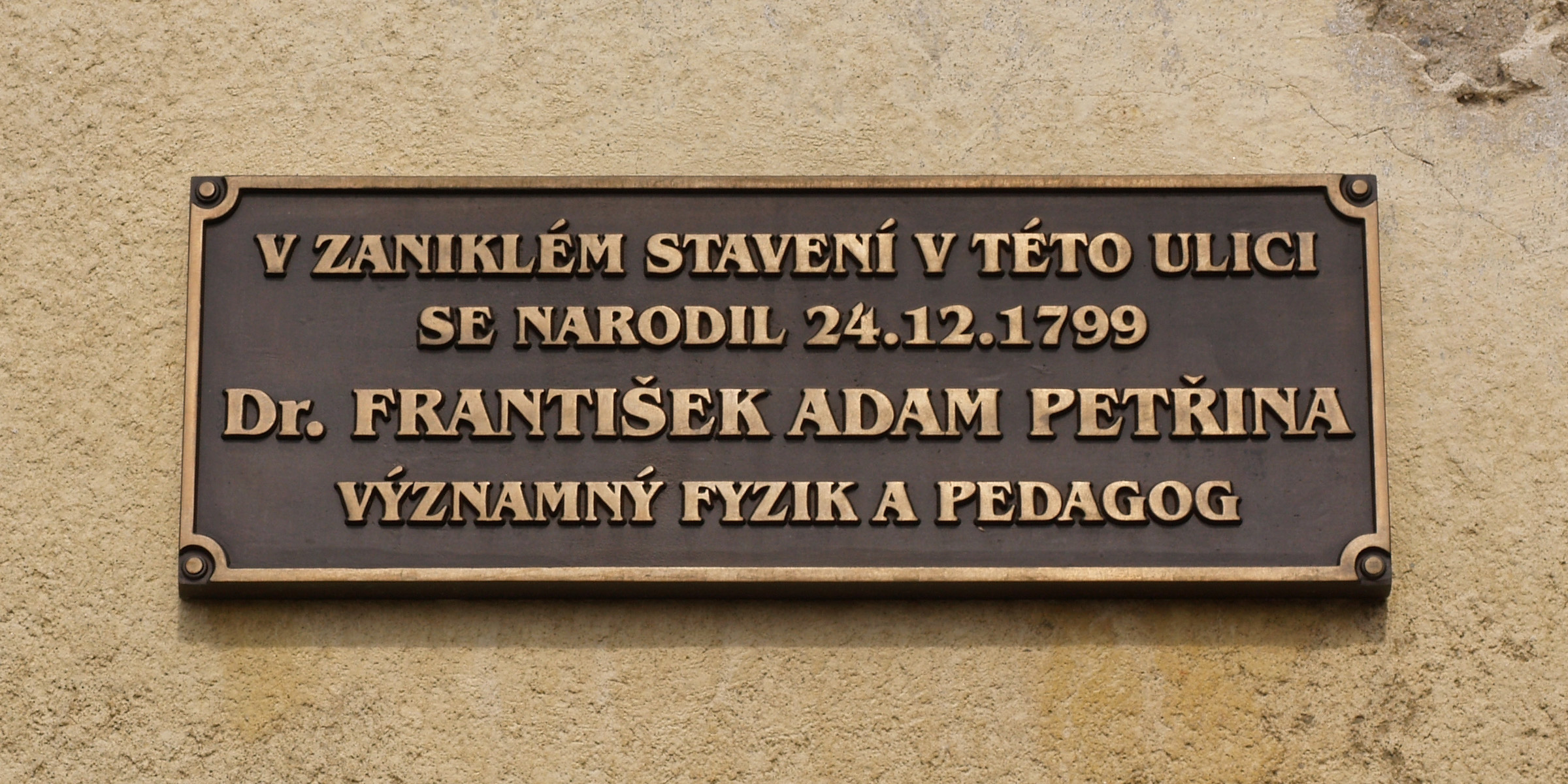
Pamětní tabulka v rodných Semilech
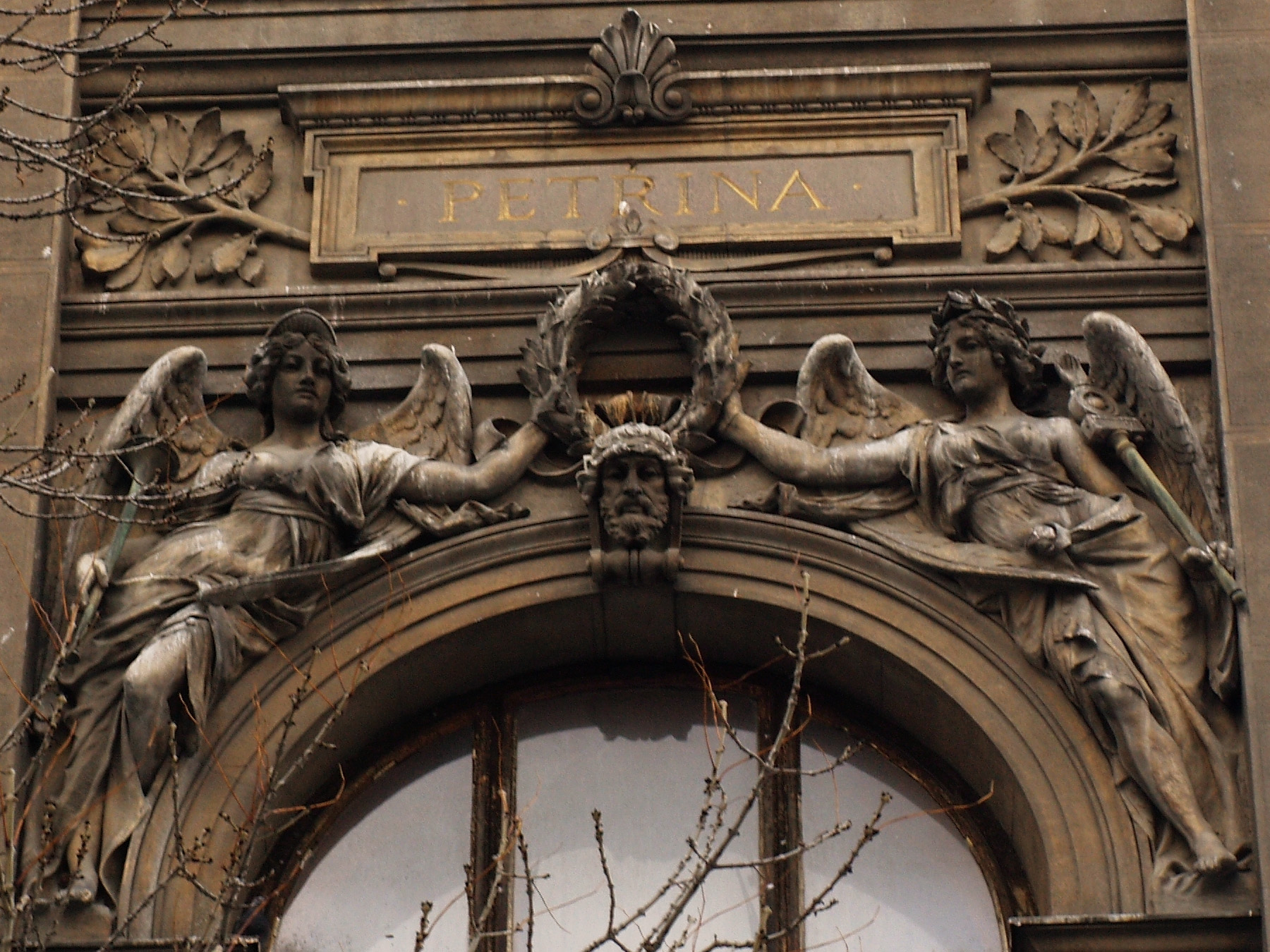
Petřinovo jméno na fasádě pražského Národního muzea
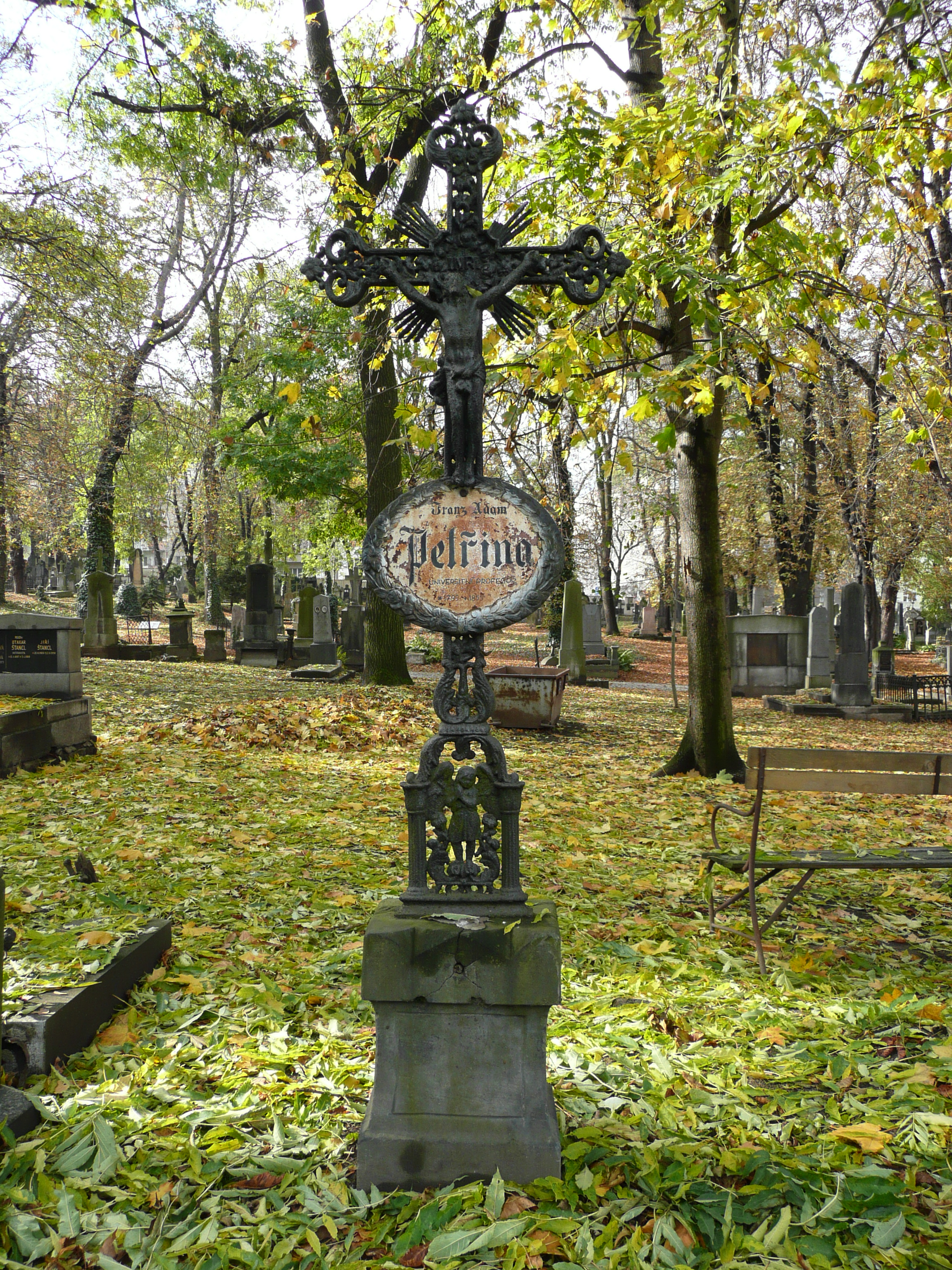
Petřinův hrob na Olšanských hřbitovech